# Pokój nr 13
Pokój nr 13 (inne tytuły Wanda Barska, Tajemnica hotelu) – polski, niemy film fabularny z 1917. Jedna z trzech części Tajemnic Warszawy. Nie zachował się do dziś.

## Obsada
- Kazimierz Junosza-Stępowski
- Pola Negri
- Jan Pawłowski
- Rafaela Bończa
- Andrzej Bogucki
- Emilia Różańska
- Iza Kozłowska
- Helena Arkawin